# Watanabe Takamasa
Takamasa Watanabe (sinh ngày 12 tháng 5 năm 1977) là một cầu thủ bóng đá người Nhật Bản.

## Sự nghiệp câu lạc bộ
Takamasa Watanabe đã từng chơi cho Urawa Reds.